# Spotify Awards 2020
O Spotify Awards 2020 foi a 1ª edição da premiação Spotify Awards, que acontecerá no dia 5 de março de 2020 na Cidade do México no México. A transmissão do evento será feita pela TNT para países latinos e pela Telemundo para os Estados Unidos, a atriz e cantora Danna Paola, uma das estrelas da série Elite, será a apresentadora do evento. A cidade do México foi escolhida para ser sede do evento, por ser a cidade com mais ouvintes na plataforma de streaming no mundo inteiro. 

## Indicados e Vencedores
Bad Bunny lidera a lista de indicados com 13 indicações, logo em seguida vem J Balvin e Daddy Yankee com 10 indicações cada. 

### Artista do Ano
*Bad Bunny
- Banda Sinaloense MS by Sergio Lizárraga
- Daddy Yankee
- J Balvin
- Ozuna

### Podcast do Ano
*Dr. Muerte
- The Alex FernándezPodcast
- Fausto
- Legendary Legends
- Give a Gift Doubts

### Artista Feminina Mais Ouvida
- Ariana Grande
- Billie Eilish

*Karol G
- Natti Natasha
- Shakira

### Most-Streamed Male Artist
- Anuel AA

*Bad Bunny
- Daddy Yankee
- J Balvin
- Ozuna

### Most-Streamed Track
- Callaíta - Bad Bunny, Tainy.
- Calma Remix - Pedro Capó, Farruko
- Con Calma - Daddy Yankee, Snow.
- Otro Trago - Sech, Darell.

### Biggest Increase in Fans: Female Artist
*Danna Paola
- María José
- Ms Nina
- Natalia Jiménez
- Tones and I

### Biggest Increase in Fans: Male Artist
- Guaynaa
- Lunay
- Micro Tdh
- Sech
- Tainy

### Most-Shared Artist
- Bad Bunny
- Daddy Yankee
- J Balvin
- José José
- Luis Miguel

### Most-Followed Artist
- Bad Bunny
- Banda Sinaloense MS by Sergio Lizárraga
- SantaPoster
- Ozuna
- Paulo Londra

### Artista Emergente
- Junior H
- LÚA
- Nicki Nicole
- Tomorrow X Together

*Tones and I

### Most-Added to Playlists Artist
- Anuel AA

*Bad Bunny
- Daddy Yankee
- J Balvin
- Ozuna

### Most-Streamed Mexican Artist Globally
- Alejandro Fernández
- Banda Sinaloense MS by Sergio Lizárraga
- Luis Miguel
- Maná

*Reik